# HRT F112
L'HRT F112 è una vettura di Formula 1, con la quale la scuderia spagnola HRT ha affrontato il Campionato del Mondo 2012.

## Livrea e sponsor
La livrea è principalmente bianca, con una fascia rossa e oro. Dal Gran Premio di Spagna, le pance laterali vengono decorate con il numero dei piloti scritto in color oro.
Gli unici sponsor che hanno supportato la HRT durante il suo ultimo anno in Formula 1 sono:Tata Motors, KH-7 e Thesan Capital.

## Sviluppo
La vettura dal punto di vista aerodinamico, a seguito delle modifiche regolamentari riguardanti le altezze del telaio, è caratterizzata dalla presenza di uno scalino nella parte anteriore, al pari della maggior parte delle monoposto avversarie anche se in maniera meno marcata rispetto alle altre. Per quanto riguarda lo schema delle sospensioni, viene impiegato il sistema push rod all'anteriore e quello pull rod al posteriore.
Come nelle due stagioni precedenti, il propulsore è un V8 della Cosworth ancora nella versione 2010. Per la stagione viene inoltre rinnovato il rapporto di collaborazione con la Williams, con un accordo per la fornitura alla scuderia spagnola del cambio e del KERS; tuttavia in seguito viene presa la decisione di non installare sulla vettura il sistema di recupero dell'energia cinetica, dispositivo non impiegato nemmeno nelle annate precedenti.

## Piloti
| Piloti ufficiali  | Piloti ufficiali   | Piloti ufficiali  |
| Nazione           | Nome               | Numero            |
| ----------------- | ------------------ | ----------------- |
| Spagna (bandiera) | Pedro de la Rosa   | 22                |
| India (bandiera)  | Narain Karthikeyan | 23                |
| Collaudatori      |                    |                   |
| Nazione           | Nome               | Nome              |
| Spagna (bandiera) | Dani Clos          | Dani Clos         |
| Italia (bandiera) | Vitantonio Liuzzi  | Vitantonio Liuzzi |
| Cina (bandiera)   | Ma Qing Hua        | Ma Qing Hua       |

## Stagione 2012

### Test
Come nelle stagioni precedenti, la HRT non riuscì a prendere parte ai test invernali. In questo caso il ritardo fu dovuto al mancato superamento dei crash test; in particolare, il test di impatto laterale fu passato solo a fine febbraio, impedendo alla scuderia spagnola di partecipare all'ultima sessione di test invernali, disputata a Barcellona dall'1 al 4 marzo. La vettura scese in pista per la prima volta il 5 marzo, con al volante Karthikeyan.

### Campionato
La quasi totale mancanza di test rese difficile il debutto nel Gran Premio d'Australia e, come accaduto l'anno precedente, entrambi i piloti fallirono la qualificazione, facendo segnare tempi al di sopra del 107% e non venendo ammessi alla gara.
La situazione migliorò già nel successivo Gran Premio della Malesia, nel quale sia De la Rosa che Karthikeyan riuscirono a qualificarsi, seppur in ultima fila. Nel resto della stagione i due piloti riuscirono sempre a qualificarsi, ma la F112 risultò nettamente la peggior monoposto dello schieramento. In qualche occasione de la Rosa fu in grado di competere con le Marussia, battendoli occasionalmente in qualifica, ma il miglior piazzamento in gara rimase un quindicesimo posto di Karthikeyan, relegando la scuderia al dodicesimo e ultimo posto nella classifica costruttori.

## Risultati F1
| Anno | Team        | Motore           | Gomme | Piloti      |    |    |    |    |     |     |     |    |    |    |     |     |    |     |     |     |     |     |    |    | Punti | Pos. |
| ---- | ----------- | ---------------- | ----- | ----------- | -- | -- | -- | -- | --- | --- | --- | -- | -- | -- | --- | --- | -- | --- | --- | --- | --- | --- | -- | -- | ----- | ---- |
| 2012 | HRT F1 Team | Cosworth CA 2012 | P     | de la Rosa  | NQ | 21 | 21 | 20 | 19  | Rit | Rit | 17 | 20 | 21 | 22  | 18  | 18 | 17  | 18  | Rit | Rit | 17  | 21 | 18 | 0     | 12º  |
| 2012 | HRT F1 Team | Cosworth CA 2012 | P     | Karthikeyan | NQ | 22 | 22 | 21 | Rit | 15  | Rit | 18 | 21 | 23 | Rit | Rit | 19 | Rit | Rit | 20  | 21  | Rit | 22 | 19 | 0     | 12º  |
| 2012 | HRT F1 Team | Cosworth CA 2012 | P     | Clos        |    |    |    |    | SP  |     |     |    | SP | SP | SP  | SP  |    |     |     | SP  |     |     |    |    | 0     | 12º  |
| 2012 | HRT F1 Team | Cosworth CA 2012 | P     | Ma          |    |    |    |    |     |     |     |    |    |    |     |     | SP | SP  |     |     |     | SP  | SP |    | 0     | 12º  |

| Legenda | 1º posto     | 2º posto | 3º posto    | A punti         | Senza punti/Non class.  | Grassetto – Pole position Corsivo – Giro più veloce |
| Legenda | Squalificato | Ritirato | Non partito | Non qualificato | Solo prove/Terzo pilota | Grassetto – Pole position Corsivo – Giro più veloce |